# La Proie (film, 1917)
Pour les articles homonymes, voir La Proie.
Pour plus de détails, voir Fiche technique et Distribution.
La Proie est un film muet français réalisé par Georges Monca, sorti en 1917.

## Fiche technique
- Titre : La Proie
- Réalisation : Georges Monca
- Scénario et adaptation : Georges Monca, d'après la pièce de Victor Cyril
- Photographie :
- Montage :
- Société de production : Société cinématographique des auteurs et gens de lettres (S.C.A.G.L)
- Société de distribution : Pathé Frères
- Pays de production :  France
- Langue : film muet avec les intertitres en français
- Métrage : 1 340 mètres
- Format : Noir et blanc — 35 mm — 1,33:1 — Muet
- Genre :  Film dramatique
- Durée : 45 minutes
- Date de sortie : 
  - France : 2 mars 1917

## Distribution
- Henri Mayer : le comte de Marsan
- Jacques Grétillat : Marc de Ricardo
- Gabrielle Robinne : Simone Langeais
- Georges Tréville : le parrain
- Pierre Delmonde
- Henri Collen